# Gustav Wittfeld

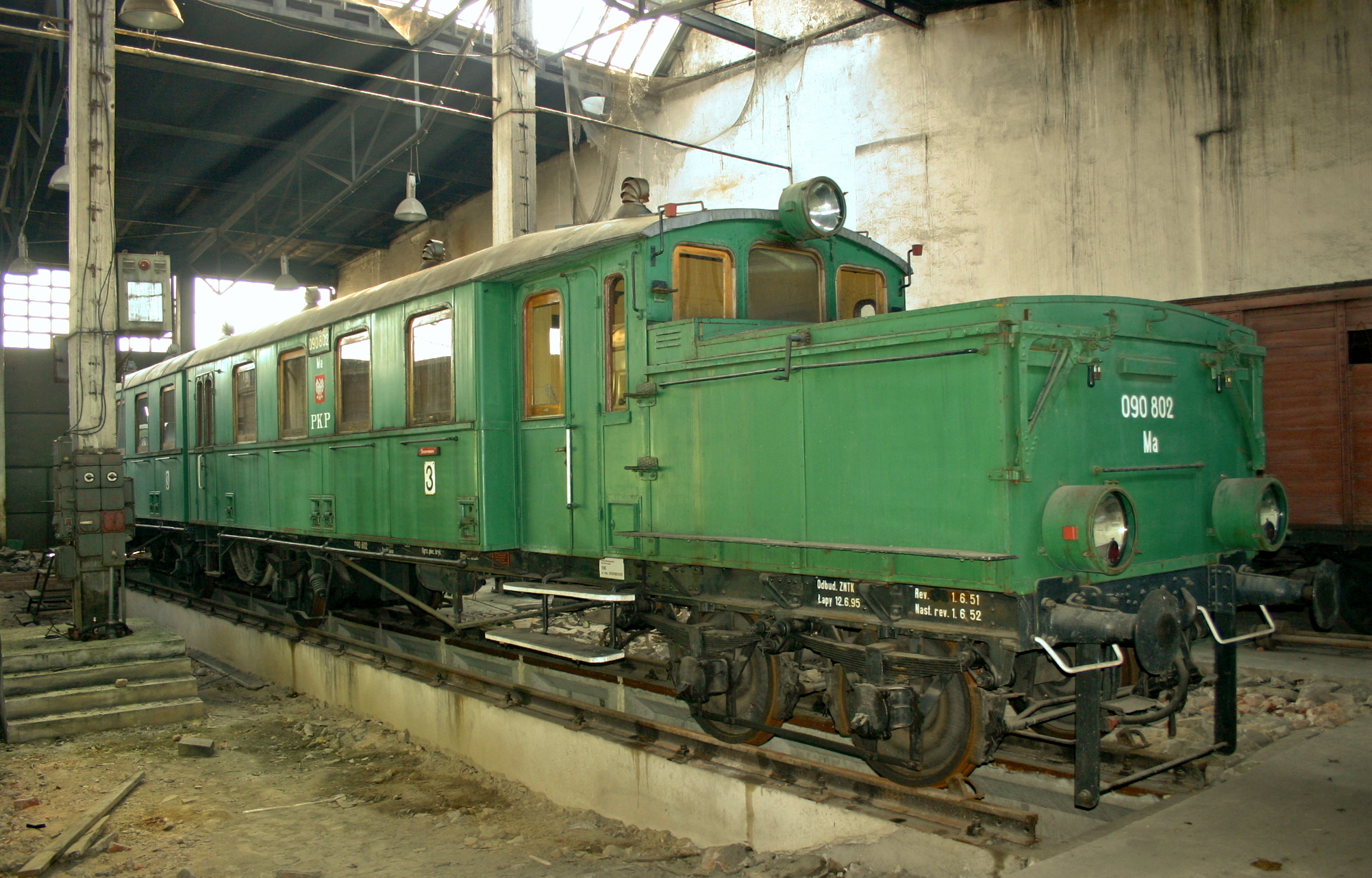
Akkumulator-Triebwagen 090 802 Ma (ex DRG AT 543/544) in Skierniewice

Gustav Wittfeld (* 27. Oktober 1855 in Aachen; † 24. September 1923 in Berlin) war ein deutscher Maschinenbau-Ingenieur und preußischer Baubeamter.

## Kindheit und Schulausbildung
Als Sohn eines Aachener Tuchfabrikanten erhielt Gustav Wittfeld eine allgemeine Schulausbildung bis zur bestandenen Prüfung mit 17 Jahren. Zur Vorbereitung auf sein Studium nahm er danach eine Anstellung als Praktikant in der Maschinenbaufabrik A. Moser in seiner Geburtsstadt an.

## Studium und Berufseinstieg
1874 begann Wittfeld das Studium an der Königlich Rheinisch-Westphälischen Polytechnischen Schule zu Aachen und beendete das Studium 1878 mit dem Examen als Bauführer im Fach Maschinenbau. Dazwischen eignete Wittfeld sich im Selbststudium Kenntnisse auf dem damals noch neuen Gebiet der Elektrotechnik an. Er fuhr dann drei Monate – nach anderer Quelle bis 1881 – als Heizer auf einer Lokomotive mit und erhielt danach eine Anstellung bei der Main-Weser-Bahn.
1883 legte Wittfeld sein Zweites Staatsexamen ab. Für seine Leistungen erhielt er ein Stipendium vom preußischen Minister der öffentlichen Arbeiten, mit dem er längere Studienreisen finanzieren konnte. Im Wortlaut meldete dazu das Centralblatt der Bauverwaltung:

„In Anerkennung der im Rechnungsjahre 1883/84 bei der zweiten Staatsprüfung im Bau- und Maschinenfache dargelegten tüchtigen Kenntnisse und Leistungen sind von dem Herrn Minister der öffentlichen Arbeiten auf unseren Vorschlag den 4 Regierungs-Baumeistern:  (…) sowie dem Regierungs-Maschinenmeister Gustav Wittfeld aus Aachen Stipendien von je 1800 Mark zu größeren Studienreisen, behufs vollkommenerer Ausbildung für ihren Beruf, bewilligt worden.“

## Tätigkeit in der Königlichen Eisenbahndirektion Berlin
1884 wurde Wittfeld zum Regierungsbaumeister (Assessor) ernannt und war im maschinentechnischen Büro am Bau des Frankfurter Hauptbahnhofs mit Entwurf und Ausführung maschineller Anlagen befasst. 1890 ging er nach Dortmund, wo er ein Jahr in der Zentralwagenwerkstatt tätig war. Danach wurde er zur Königlichen Eisenbahndirektion Berlin versetzt und im Januar 1892 zum Königlichen Eisenbahninspektor ernannt.
Im Dezernat für die Konstruktion und Beschaffung von Lokomotiven war Wittfeld an den Arbeiten zu den preußischen Normalien für den Lokomotivbau maßgeblich beteiligt.
Auf Anregung von Wittfeld begannen die Eisenbahnverwaltung und die AEG 1902 mit Versuchen, Einphasenwechselstrom anstelle des damals bevorzugten Drehstroms und Gleichstroms für Traktionszwecke einzusetzen. Das geschah bis 1906 auf der 4,1 km langen Vorortstrecke Niederschöneweide-Spindlersfeld (bei Berlin) mit 6 kV und 25 Hz. Eine Fortführung fand diese Technik dann bei der Elektrifizierung der Hamburg-Altonaer Stadt- und Vorortbahn, an der wiederum auch Wittfeld beteiligt war.
1904 entstanden aufgrund einer Ausschreibung des Vereins Deutscher Maschinen-Ingenieure unter Wittfelds federführender Mitwirkung in Zusammenarbeit mit dem Oberingenieur Michael Kuhn von der Firma Henschel & Sohn die zwei Versuchs-Dampflokomotiven „Altona 561 und Altona 562“ mit windschnittiger Verkleidung und Stirnführerstand. Die „Altona 561“ kam bei den Schnellfahrversuchen mit Dampflokomotiven zwischen Marienfelde und Zossen kurzzeitig zum Einsatz. Nachdem sich diese Fahrzeuge als kostspieliger Fehlschlag erwiesen hatten, arbeitete Wittfeld wieder an der elektrischen Zugförderung und war dabei maßgeblich beteiligt an der Konstruktion der frühen preußischen Elektrolokomotiven, z. B. ES 1 bis ES 3.
1907 ließ er fünf dreiachsige Abteil-Reisezugwagen zu Akkumulatortriebwagen umbauen, die sich im Einsatz auf den Strecken um Mainz bewährten. Gleichzeitig arbeitete Wittfeld intensiv an der Entwicklung der neuen Akkumulatortriebwagen der Gattung AT 3, die später als Wittfeld-Akkumulatortriebwagen bezeichnet wurden. Diese waren zuletzt bei der Deutschen Bundesbahn noch bis 1962 im Einsatz.

## Beförderungen und Ehrungen
Infolge dieser Bemühungen wurde Wittfeld 1908 zum Geheimen Oberbaurat befördert.
1913 wurde Gustav Wittfeld vom preußischen König der Rote Adler-Orden II. Klasse mit Eichenlaub und der Königlichen Krone und im März 1917 das Komturkreuz II. Klasse des Großherzoglich Hessischen Verdienst-Ordens Philipps des Großmütigen verliehen.
1917 verlieh ihm die Technische Hochschule (Berlin-)Charlottenburg für seine Arbeiten zur Elektrifizierung von Eisenbahnstrecken und -fahrzeugen die Ehrendoktorwürde (Dr.-Ing. E. h.) „in Anerkennung seiner hervorragenden Verdienste um die Entwicklung des elektrischen Betriebes für Voll- und Nebenbahnen und um die wirtschaftliche Ausnutzung der Brennstoffe“.
1918 noch zum Wirklichen Geheimen Oberbaurat befördert, trat Gustav Wittfeld 1920 in den Ruhestand.
Gesundheitlich angeschlagen wählte Wittfeld schließlich 1923 den Freitod im Alter von 67 Jahren.
Nach ihm ist die Wittfeldstraße im Ortsteil Berlin-Staaken benannt.